# Constance Senghor
Constance Senghor (sinh ngày 23 tháng 5 năm 1963) là một nữ vận động viên nhảy cao đã nghỉ hưu từ Sénégal. Cô thi đấu cho quê hương của mình tại Thế vận hội Mùa hè 1984 ở Los Angeles, California, kết thúc ở vị trí thứ 27 trong bảng xếp hạng cuối cùng với bước nhảy 1,70 m.

## Thành tích
| Năm                  | Giải đấu             | Địa điểm             | Thứ hạng             | Nội dung             | Chú thích            |
| Representing Sénégal | Representing Sénégal | Representing Sénégal | Representing Sénégal | Representing Sénégal | Representing Sénégal |
| -------------------- | -------------------- | -------------------- | -------------------- | -------------------- | -------------------- |
| 1987                 | All-Africa Games     | Nairobi, Kenya       | 3rd                  | High jump            | 1.73 m               |